# Saint-Jeure-d'Andaure

Saint-Jeure-d'Andaure este o comună în departamentul Ardèche din sud-estul Franței. În 1 ianuarie 2022 avea o populație de 101 de locuitori.